# 盖冈山
65°4′S 64°0′W / 65.067°S 64.000°W
盖冈山（法語：Mount Guéguen）是南極洲的山峰，位於威廉群島的布斯島北部，處於路易絲峰西北面0.5公里，海拔高度365米，由讓-巴蒂斯特·夏古率領的法國探險隊發現。